# Ìfé
Ìfé também escrito como Ife é um filme romântico LGBT nigeriano de 2020 produzido pela proeminente ativista nigeriana dos direitos LGBTQ Pamela Adie e dirigido por Uyaiedu Ikpe-Etim. O filme é considerado o primeiro filme lésbico completo da história de Nollywood. No entanto, algumas fontes afirmaram que é também o primeiro filme LGBT nigeriano.
O filme gira em torno da vida de um casal de mulheres do mesmo sexo que também enfrenta desafios por serem lésbicas na Nigéria. Com o lançamento do trailer oficial do filme no YouTube, em julho de 2020, a previsão é que o filme seja lançado via internet possivelmente no final do ano.

## Elenco
- Cindy Amadi
- Uzoamaka Aniunoh

## Produção
Foi revelado que o roteiro foi escrito como uma história romântica entre duas mulheres e o projeto foi iniciado em conjunto por Uyai Ikpe-Etim e Pamela Adie em colaboração com o Equality Hub, uma ONG que atua na Nigéria com foco nos direitos LGBT. O filme foi criado para quebrar os estereótipos enfrentados pela indústria de Nollywood, que historicamente falhou em corresponder às expectativas de retratar os elementos LGBTQ.

## Censura
O filme abordou questões de censura durante sua fase de produção devido ao seu gênero relacionado ao LGBTQ. A produção do filme e a fotografia principal não deveriam ser tranquilas para os cineastas devido à interferência do National Film and Video Censors Board ((NFVCB), que ameaçou e se recusou a aprovar o filme para distribuição nos cinemas. Antes do lançamento do trailer oficial em julho de 2020, foi notado que o filme não foi submetido pelos cineastas ao NFVCB.
A interpretação teatral de LGBT na Nigéria é considerada controversa. A relação entre pessoas do mesmo sexo é considerada um crime grave na Nigéria e uma pena de 14 anos de prisão é imposta se for considerado culpado. A Lei (da Proibição) do Casamento entre Pessoas do Mesmo Sexo, de 2014, foi aprovada pelo ex-presidente Goodluck Jonathan, que considera ilegais os casamentos entre pessoas do mesmo sexo e LGBT.
Adedayo Thomas, diretor executivo do NFVCB, em entrevista à CNN, insistiu que o Conselho não aprovaria filmes que promovam temas e retratos de elementos que não estejam de acordo com os valores, crenças, moral, tradições e constituição da Nigéria. O NFVCB também emitiu advertências e ameaças afirmando que rastrearia os cineastas LGBT em Nollywood após a produção de Ife.

## Liberação
Embora o filme não tenha sido banido oficialmente pelo NFVCB, o filme está programado para ser lançado em plataformas online ao invés de um lançamento nos cinemas para evitar problemas de censura e devido às incertezas devido à pandemia de COVID-19 na Nigéria. A cineasta Adie revelou que o filme não será transmitido via YouTube e revelou que o filme seria transmitido por meio de plataformas próprias.